# Fernão Fernandes de Lima
D. Fernão Fernandes de Lima (1220 -?) foi um rico-homem do Reino de Portugal durante o reinado de D. Afonso III de Portugal. Foi considerado um homem sábio para a sua época tendo sito elevado cargo na arcebispado de São Tiago.

## Relações familiares
Foi filho de D. Fernão Anes de Lima (1215 -?) e de D. Teresa Anes da Maia (c. 1215 -?) filha de D. João Pires da Maia (1180 -?) e de D. Guiomar Mendes de Sousa (1190 -?). Casou com D. Sancha Vasques de Soverosa (1220 -?) filha de D. Vasco Gil de Soverosa (1200 -?) e de Fruilhe Fernandes de Riba de Vizela, de quem teve:
1. D. João Fernandes III de Lima “o Pão Centeio” casado com D. Maria Anes, Senhora de Vila Boim e Portel,
2. D. Rui Fernandes de Lima (1265 -?) casou com D. Maria Afonso Torrichão,
3. D. Maria Fernandes de Lima (1260 -?) casou com Gonçalo Viegas Barroso (1160 -?), filho de Egas Gomes Barroso (1100 -?).[1]